# Jamial Rolle
Pour les articles homonymes, voir Rolle.
Jamial St. John Rolle (né le 16 avril 1980) est un athlète bahaméen, spécialiste du sprint.

## Performances
Ses meilleurs temps sont de 10 s 26 sur 100 m (Clemson le 7 mai 2011) et de 20 s 51 sur 200 m (à Montverde, Floride, le 8 juin 2013). Il bat le record des Bahamas du relais 4 x 100 m d'abord en 38 s 77, lors des Championnats d'Amérique centrale et des Caraïbes 2013, puis en 38 s 70 lors des championnats du monde à Moscou.
Le 14 mai 2016, il porte son record sur 100 m à Clermont (Floride) à 10 s 16, minima pour les Jeux olympiques de Rio.